# 陸中中野站
40°18′18″N 141°47′16″E / 40.3049°N 141.7877°E
陸中中野站（日语：／ Rikuchū-nakano eki */?）是東日本旅客鐵道（JR東日本）八戶線沿線的鐵路車站，位於岩手縣九戶郡洋野町中野第3地割39-22。

## 車站結構
陸中中野站是無人站，由本八戶站負責管理。月台採單線側式月台設計。

## 历史
- 1930年（昭和5年）3月27日－本站開業。
- 1962年（昭和37年）10月1日－停辦貨運業務。
- 1965年（昭和40年）4月1日- 業務委託化。
- 1987年（昭和62年）4月1日－國鐵分割民營化，本站由JR東日本接手管理。

## 相鄰車站
東日本旅客鐵道
■八戶線
有家－陸中中野－侍濱

## 外部連結
- JR東日本 陸中中野站 （页面存档备份，存于）（日語）